# Міжнародна конференція з питань реформ в Україні
Міжнародна конференція з питань реформ в Україні (англ. Ukraine Reform Conference) — це щорічна міжнародна конференція присвячена експертному обговоренню прогресу реформ в Україні за участю представників органів влади України, країн Європейського Союзу, НАТО, Великої Сімки (G7) і інших міжнародних організацій та партнерів України. Проводиться з 2017 року.
Модифікована назва «Міжнародна конференція з питань відновлення України» (англ. Ukraine Recovery Conference) — через російське вторгнення фокус конференції 2022 року у Лугано (Швейцарія) був зміщений на післявоєнне відновлення України, що також відобразилось у назві конференції.
| № | Дата           | Місце проведення        |
| - | -------------- | ----------------------- |
| 1 | 6 липня 2017   | Лондон, Велика Британія |
| 2 | 27 червня 2018 | Копенгаген, Данія       |
| 3 | 2–4 липня 2019 | Торонто, Канада         |
| 4 | 7–8 липня 2021 | Вільнюс, Литва          |

| № | Дата              | Місце проведення        |
| - | ----------------- | ----------------------- |
| 5 | 4–5 липня 2022    | Лугано, Швейцарія       |
| 6 | 21–22 червня 2023 | Лондон, Велика Британія |